# NGC 4339
NGC 4339 is een elliptisch sterrenstelsel in het sterrenbeeld Maagd. Het hemelobject werd op 13 april 1784 ontdekt door de Duits-Britse astronoom William Herschel.

## Synoniemen
- UGC 7461
- MCG 1-32-36
- ZWG 42.68
- VCC 648
- PGC 40240